# 湖南省市场监督管理局
湖南省市场监督管理局是中华人民共和国湖南省人民政府负责主管湖南省市场监督管理和有关行政执法工作的直属机构。

## 内设机构
- 办公室
- 政策法规处
- 财务基建处
- 市场规范管理处（加挂合同监督管理处牌子）
- 商标广告监督管理处
- 企业监督管理处
- 外商投资企业注册管理处
- 个体私营经济监督管理处
- 消费者权益保护处（12315申诉举报办公室）
- 机关党委（思想政治工作处）
- 离退休人员管理服务办公室
- 省纪委驻省工商局纪检组、省监察厅驻省工商局监察室
- 人事教育处[1]

## 直属机构
- 省工商行政管理局企业注册局
- 省工商行政管理局反垄断与反不正当竞争局
- 省工商行政管理局经济检查总队
- 省工商局干部培训中心
- 省工商局经济信息中心
- 湖南省消费者委员会秘书处
- 湖南省个体劳动者私营企业协会秘书处
- 湖南省工商行政管理学会秘书处
- 湖南省广告协会秘书处
- 湖南省守信用重合同协会秘书处
- 湖南省拍卖行
- 省企业信息管理局
- 湖南省商标协会秘书处
- 省工商局督查室
- 省工商局宣传中心
- 省广告监测中心[2]